# ماسامی تاچیکاوا
ماسامی تاچیکاوا (انگلیسی: Masami Tachikawa؛ زادهٔ ۱۶ نوامبر ۱۹۸۰) بازیکن بسکتبال اهل ژاپن بود.